# 喜貝細鋤蛇鰻
喜貝細鋤蛇鰻，為輻鰭魚綱鰻鱺目糯鰻亞目蛇鰻科的其中一種，分布於西太平洋的新喀里多尼亞海域，體長可達25.8公分，棲息在底層水域，屬肉食性，生活習性不明。

## 擴展閱讀
維基物種上的相關：喜貝細鋤蛇鰻